# Amblyseius ankaratrae
Amblyseius ankaratrae är en spindeldjursart som beskrevs av Blommers 1976. Amblyseius ankaratrae ingår i släktet Amblyseius och familjen Phytoseiidae. Inga underarter finns listade i Catalogue of Life.